# Districte de Gudauta
El Districte de Gudauta (Гәдоуҭа араион, Gudouta araion en abkhaz; გუდაუთის რაიონი, Gudautis raioni en georgià; Гудаутский район, Gudautski raion en rus) és un districte d'Abkhàzia. La seua capital és la ciutat homònima de Gudauta.